# Iso Moskujärvi
Iso Moskujärvi eller Moskujärvi är en sjö i Finland. Den ligger i kommunen Sodankylä i landskapet Lappland, i den norra delen av landet, 800 km norr om huvudstaden Helsingfors. Iso Moskujärvi ligger 190,2 meter över havet. Arean är 2,34 kvadratkilometer och strandlinjen är 6,87 kilometer lång. Sjön  ingår i Kemi älvs huvudavrinningsområde. 